# Schroederichthys
Schroederichthys  es un género de tiburones de la familia scyliorhinidae que comprende un total de 5 especies.

## Especies
- Schroederichthys bivius (Müller & Henle, 1838)[4]
- Schroederichthys chilensis (Guichenot, 1848)[5]
- Schroederichthys maculatus (Springer, 1966)[6]
- Schroederichthys saurisqualus (Soto, 2001)[7]
- Schroederichthys tenuis (Springer, 1966) [6][8][9][10][11][12][13]